# اتریش در المپیک تابستانی ۲۰۲۴
کاروان المپیکی اتریش، یکی از کاروان‌های حاضر در بازی‌های المپیک تابستانی ۲۰۲۴ بود. این دوره از مسابقات از ۲۶ ژوئیه تا ۱۱ اوت ۲۰۲۴ (۵ تا ۲۱ امرداد ۱۴۰۳ خورشیدی) به میزبانی پاریس، پایتخت فرانسه برگزار شد. این حضور، نوزدهمین حضور فرانسوی‌ها در ادوار المپیک‌های تابستانی بود. آنها تنها در بازی‌های المپیک تابستانی ۱۹۲۰ که در آنتورپ بلژیک برگزار شده بود، به دلیل قوانین ملی جنگ جهانی اول شرکت نکردند.

## مدال‌آوران
| مدال | ورزشکار                | ورزش             | ماده             | تاریخ    |
| ---- | ---------------------- | ---------------- | ---------------- | -------- |
| طلا  | لارا وادلاو لوکاس میار | قایقرانی بادبانی | ۴۷۰ مختلط        | ۸ اوت    |
| طلا  | والنتین بونتوس         | قایقرانی بادبانی | کایت فرمول مردان | ۹ اوت    |
| برنز | میشائیلا پولورس        | جودو             | ۷۰ ک. گ زنان     | ۳۱ ژوئیه |
| برنز | یاکوب شوبرت            | سنگ‌نوردی         | سنگ‌نوردی مردان   | ۹ اوت    |
| برنز | جسیکا پیلتس            | سنگ‌نوردی         | سنگ‌نوردی زنان    | ۱۰ اوت   |

| مدال براساس ورزش | مدال براساس ورزش | مدال براساس ورزش | مدال براساس ورزش | مدال براساس ورزش |
| ---------------- | ---------------- | ---------------- | ---------------- | ---------------- |
| ورزش             | 1                | 2                | 3                | کل               |
| جودو             | ۰                | ۰                | ۱                | ۱                |
| قایقرانی بادبانی | ۲                | ۰                | ۰                | ۲                |
| سنگ‌نوردی         | ۰                | ۰                | ۲                | ۲                |
| کل               | ۲                | ۰                | ۳                | ۵                |

| مدال براساس جنسیت | مدال براساس جنسیت | مدال براساس جنسیت | مدال براساس جنسیت | مدال براساس جنسیت |
| ----------------- | ----------------- | ----------------- | ----------------- | ----------------- |
| جنسیت             | 1                 | 2                 | 3                 | کل                |
| مردان             | ۱                 | ۰                 | ۱                 | ۲                 |
| زنان              | ۰                 | ۰                 | ۲                 | ۲                 |
| مختلط             | ۱                 | ۰                 | ۰                 | ۱                 |
| کل                | ۲                 | ۰                 | ۳                 | ۵                 |

| مدال براساس تاریخ | مدال براساس تاریخ | مدال براساس تاریخ | مدال براساس تاریخ | مدال براساس تاریخ | مدال براساس تاریخ |
| ----------------- | ----------------- | ----------------- | ----------------- | ----------------- | ----------------- |
| Date              | 1                 | 2                 | 3                 | کل                |                   |
| ۳۱ ژوئیه          | ۰                 | ۰                 | ۱                 | ۱                 |                   |
| ۸ اوت             | ۱                 | ۰                 | ۰                 | ۱                 |                   |
| ۹ اوت             | ۱                 | ۰                 | ۱                 | ۲                 |                   |
| ۱۰ اوت            | ۰                 | ۰                 | ۱                 | ۱                 |                   |
| کل                | ۲                 | ۰                 | ۳                 | ۵                 |                   |

## شرکت‌کنندگان
رشته‌های زیر، به ورزش‌هایی اشاره دارند که ورزشکاران اتریشی در آن‌ها به رقابت پرداختند.
| ورزش              | مردان | زنان | کل |
| ----------------- | ----- | ---- | -- |
| تیراندازی با کمان | ۰     | ۱    | ۱  |
| شنای موزون        | ۰     | ۲    | ۲  |
| دو و میدانی       | ۴     | ۳    | ۷  |
| بدمینتون          | ۱     | ۰    | ۱  |
| قایقرانی          | ۱     | ۲    | ۳  |
| دوچرخه‌سواری       | ۵     | ۴    | ۹  |
| شیرجه             | ۱     | ۰    | ۱  |
| سوارکاری          | ۵     | ۳    | ۸  |
| گلف               | ۱     | ۲    | ۳  |
| ژیمناستیک         | ۱     | ۱    | ۲  |
| جودو              | ۳     | ۳    | ۶  |
| روئینگ            | ۰     | ۳    | ۳  |
| قایقرانی بادبانی  | ۵     | ۴    | ۹  |
| تیراندازی         | ۳     | ۲    | ۵  |
| سنگ‌نوردی          | ۱     | ۱    | ۲  |
| شنا               | ۵     | ۰    | ۵  |
| تنیس روی میز      | ۱     | ۱    | ۲  |
| تکواندو           | ۰     | ۱    | ۱  |
| تنیس              | ۱     | ۱    | ۲  |
| سه‌گانه            | ۲     | ۲    | ۴  |
| والیبال           | ۲     | ۰    | ۲  |
| کل                | ۴۲    | ۳۶   | ۷۸ |